# Parastenaropodites circumhumatus

Parastenaropodites circumhumatus (лат.) — ископаемый вид насекомых из семейства Mesorthopteridae (отряд Grylloblattida). Пермский период (Кульчумово, Вязовский ярус, около 260 млн лет), Россия, Оренбургская область. Длина переднего крыла — 23,0 мм. Сестринские таксоны: Parastenaropodites aquilonius, P. stirps, P. exossis, P. fluxa, P. intricatus, P. longiuscula, P. panneus, P. rigidus, P. vyatica. Вид был впервые описан в 2014 году российским палеоэнтомологом Д. С. Аристовым (Палеонтологический институт РАН, Москва) по ископаемым отпечаткам.